# Pedro Diniz
Pedro Paulo Diniz (São Paulo, 22 de mayo de 1970) es un expiloto brasileño de automovilismo. Participó en 99 Grandes Premios de Fórmula 1 desde 1995 hasta 2000, y consiguió un total de 10 puntos.
Se unió al equipo Forti gracias al esponsorizado de la marca Parmalat, con la cual estableció contactos a través de los negocios de su padre. En el Gran Premio de Argentina de 1996, sufrió un incendio en su monoplaza en una parada en boxes. En 1997, fue compañero de equipo del campeón del mundo Damon Hill, al que consiguió vencer en algunas carreras. En 1999, sufrió otro gran accidente en el Gran Premio de Europa, sin mayores consecuencias, aunque su arco antivuelco se quebró al volcar sobre el piano de la curva.

## Resultados

### Fórmula 1
(Clave) (negrita indica pole position) (cursiva indica vuelta rápida)

| Año     | Escudería                       | 1       | 2       | 3       | 4       | 5       | 6       | 7       | 8       | 9       | 10      | 11      | 12      | 13      | 14      | 15      | 16      | 17      | Pos. | Puntos |
| ------- | ------------------------------- | ------- | ------- | ------- | ------- | ------- | ------- | ------- | ------- | ------- | ------- | ------- | ------- | ------- | ------- | ------- | ------- | ------- | ---- | ------ |
| 1995    | Parmalat Forti Ford             | BRA 10  | ARG NC  | SMR NC  | ESP Ret | MON 10  | CAN Ret | FRA Ret | GBR Ret | GER Ret | HUN Ret | BEL 13  | ITA 9   | POR 16  | EUR 13  | PAC 17  | JPN Ret | AUS 7   | NC   | 0      |
| 1996    | Equipe Ligier Gauloises Blondes | AUS 10  | BRA 8   | ARG Ret | EUR 10  | SMR 7   | MON Ret | ESP 6   | CAN Ret | FRA Ret | GBR Ret | GER Ret | HUN Ret | BEL Ret | ITA 6   | POR Ret | JPN Ret |         | 15.º | 2      |
| 1997    | Danka Zepter Arrows             | AUS 10  | BRA Ret | ARG Ret | SMR Ret | MON Ret | ESP Ret | CAN 8   | FRA Ret | GBR Ret | GER Ret | HUN Ret | BEL 7   | ITA Ret | AUT 13  | LUX 5   | JPN 12  | EUR Ret | 16.º | 2      |
| 1998    | Danka Zepter Arrows             | AUS Ret | BRA Ret | ARG Ret | SMR Ret | ESP Ret | MON 6   | CAN 9   | FRA 14  | GBR Ret | AUT Ret | GER Ret | HUN 11  | BEL 5   | ITA Ret | LUX Ret | JPN Ret |         | 14.º | 3      |
| 1999    | Red Bull Sauber Petronas        | AUS Ret | BRA Ret | SMR Ret | MON Ret | ESP Ret | CAN 6   | FRA Ret | GBR 6   | AUT 6   | GER Ret | HUN Ret | BEL Ret | ITA Ret | EUR Ret | MAL Ret | JPN 11  |         | 14.º | 3      |
| 2000    | Red Bull Sauber Petronas        | AUS Ret | BRA DNS | SMR 8   | GBR 11  | ESP Ret | EUR 7   | MON Ret | CAN 10  | FRA 11  | AUT 9   | GER Ret | HUN Ret | BEL 11  | ITA 8   | USA 8   | JPN 11  | MAL Ret | 18.º | 0      |
| Fuente: |                                 |         |         |         |         |         |         |         |         |         |         |         |         |         |         |         |         |         |      |        |